# Rita Calderoni
Rita Calderoni (nascida em 22 de fevereiro de 1951) é uma atriz italiana. Principalmente ativa na década de 1970 na Itália, ela é conhecida por seus papéis em muitos filmes B da época.

## Vida e carreira
Calderoni nasceu em Rossiglione, na província da Ligúria, em 1951. Quando jovem, querendo se tornar dançarina, participou de aulas de dança clássica por cinco anos em Gênova. Depois que sua família se mudou para Údine, ela decidiu considerar sua altura para se concentrar nos esportes, entrando no time de basquete feminino de Údine, onde se estabelecera com sua família.
Em 1967, ela foi descoberta pelo diretor Sergio Pastore, com quem faria sua estreia no filme Omicidio a sangre freddo no mesmo ano. Este foi o começo de uma carreira como atriz de cerca de 16 anos, durante os quais ela apareceria em 33 filmes, especialmente nos gêneros policial e de terror. Além da maioria das obras, que eram de baixo orçamento (incluindo várias de Renato Polselli, Luigi Batzella ou Amasi Damiani), Calderoni também foi contratada por alguns dos diretores mais importantes da Itália na época, como Elio Petri, Ettore Scola e Eriprando Visconti. Embora ela nunca fosse conhecida por um público mais amplo, ela foi capaz de adquirir status de culta ao longo dos anos. Em 1973, ela foi casada com Giancarlo Callarà por algum tempo. Em alguns filmes, ela foi anunciada como Rita Caldanà. Ela terminou sua carreira em 1983.

## Filmografia
- Omicidio a sangue freddo (1967)
- A Quiet Place in the Country (1968)
- The Lady of Monza (1968)
- Police Chief Pepe (1969)
- Oh dolci baci e languide carezze (1969)
- Questa libertà di avere le ali bagnate (1970)
- Gradiva (1970)
- La verità secondo Satana (1971)
- Un gioco per Eveline (1971)
- The Hassled Hooker (1972)
- Delirio caldo (1972)
- Black Magic Rites (1972)
- When Women Were Called Virgins (1972)
- Number One (1974)
- War Goddess (1974)
- Anno uno (1974)
- La via dei babbuini (1974)
- La sensualità è... un attimo di vita (1974)
- Il trafficone (1974)
- Nuda per Satana (1974)
- Vieni, vieni amore mio (1975)
- Der Richter und sein Henker (1975)
- L'ultima regia (1977)
- Fate la nanna coscine di pollo (1977)
- D'improvviso al terzo piano (1977)
- Torino centrale del vizio (1979)
- Mia moglie è una strega (1980)
- Storia di Piera (1983)